# Католицизм в Республике Корея

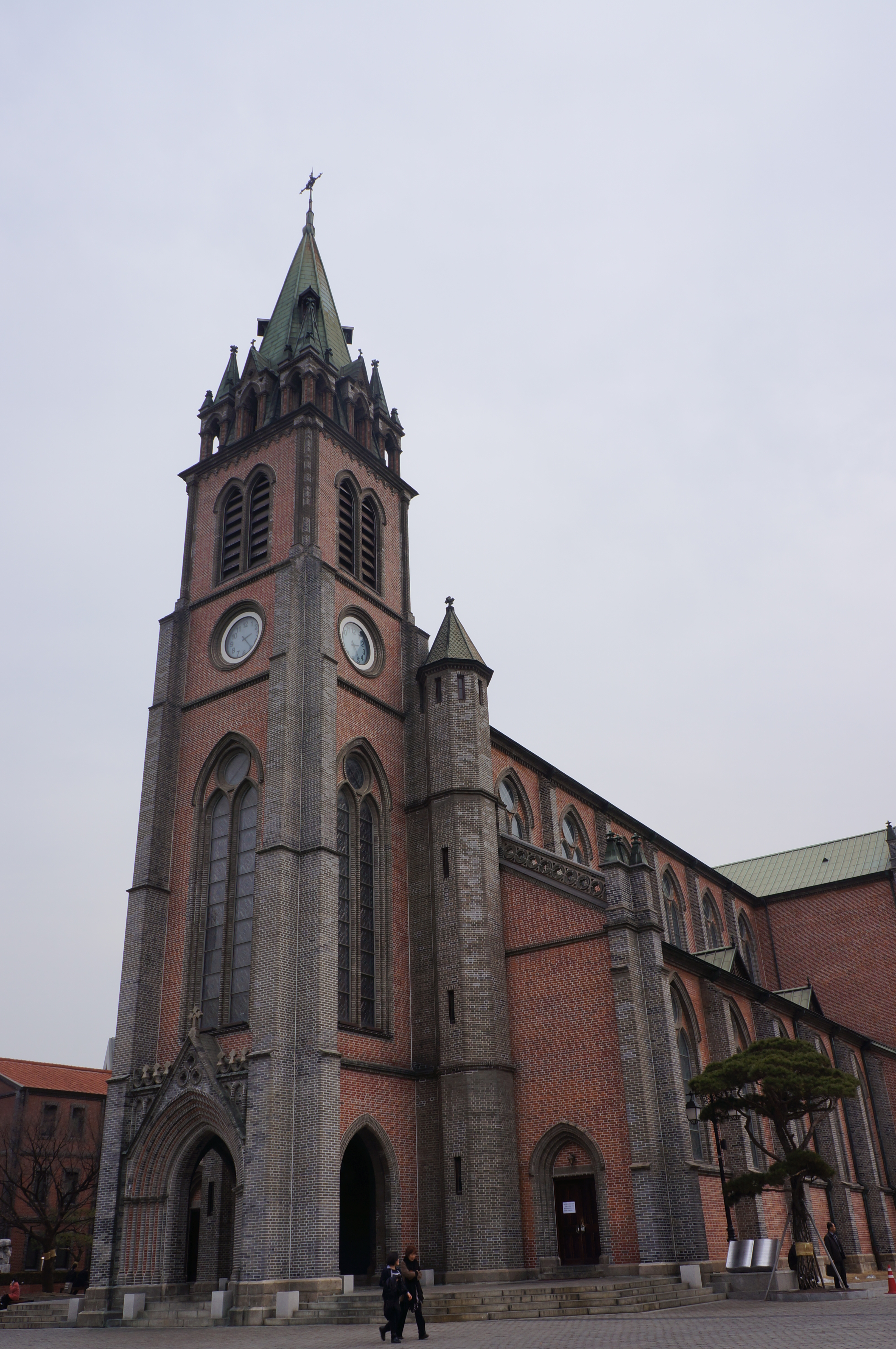
Собор Непорочного Зачатия Пресвятой Девы Марии, расположенный в Сеуле.

Католическая Церковь в Южной Корее (называемая Чхонджугё, хангыль: 천주교; ханча: 天主教; дословный перевод: «Религия Господа царствия небесного») — часть всемирной Католической церкви, находящаяся по духовным руководством Папы Римского. Является Римско-католической и принадлежит латинскому (римскому) обряду католической церкви. По данным от 31 декабря 2013 года, в Южной Корее насчитывается 5 442 996 человек, принадлежащих к этой церкви (10,4 % от всего населения), 4 901 священнослужитель, а также 1 688 приходов.

## История
Испанский иезуитский священник Григорио де Сеспедес, вероятно, был первым католическим миссионером в Корее. Он приплыл в город Пусан 27 декабря 1593 года. Однако по-настоящему история католицизма (и всего христианства в целом) в Корее начинается в 1784 году, когда Ли Сынхун, один из первых корейских мучеников, крестился в Китае под христианским именем Петра. Из Китая он возвратился со множеством религиозных текстов и занялся проповеднической деятельностью, обратив множество своих соотечественников в христианство. Церковь в Корее функционировала сама по себе, без каких-либо официальных проповеднических миссий до 1836 года, когда из Франции прибыли священники из Парижского общества заграничных миссий.
В течение 19-го столетия католики подвергались гонениям со стороны правящей династии Чосон, в основном из-за того, что церковь противилась культу предков, который с христианской точки зрения являлся формой идолопоклонничества, но который также признавался государством в качестве краеугольного камня корейской культуры .
Гонения продолжались в течение века, и в результате них тысячи людей стали мучениками — 103 из которых были канонизированы Иоанном Павлом II в мае 1984, включая первого корейского священника — Андрея Кима, который принял сан священника в 1845 и через год был арестован и казнён. Несмотря на это, католицизм продолжал распространяться по стране. Апостольский викариат Кореи был сформирован в 1831, и после расширения структуры Церкви в течение следующего века, современное устройство, начиная с 1962, является следующим: в Южной Корее находятся три митрополии, в каждой из которых есть архиепископства с несколькими викарными епархиями.

## Недавнее развитие
Католицизм в Южной Корее в последнее время испытывает большой рост: количество верующих увеличилось на 70 % последние 10 лет. Этот рост частично может объяснён позитивным восприятием Церкви со стороны общественности из-за её роли в процессе демократизации страны, а также в активном участии в благотворительной деятельности и доброжелательном подходе к межконфессиональным отношениям в стране и вещам, связанным с культурными традициями Кореи. По данным от 31 декабря 2011 года, в ЮК 5 309 964 человека, или 10,3 % от всего населения исповедуют католичество. Южная Корея (а также Католическая церковь всей Кореи, Северной и Южной) с 1984 года занимает четвёртое место по количеству святых, канонизированных католической церковью. В республике находятся 15 епархий, а также 3 архиепархии в Сеуле, Тэгу и Кванджу. Католическая церковь Северной Корее, объединённая с церковью Южной Кореи, имеет епархию в Пхеньяне и в Хамхыне (является викариатом митрополии в Сеуле), а также единственное территориальное аббатство, находящееся за пределами Европы, в Токвоне.
В 2012 году число верующих возросло на 1,6 %: примерно 85 тысяч корейцев перешли в католичество. Увеличилось также и число священников и людей, ведущих религиозную жизнь. Перепись населения показала, что более 45 % южных корейцев не придерживаются ни одной из религий, а 22 % являются буддистами. Однако если к числу католиков (11 %) добавить протестантов (18 %), то христианство становится самой крупной религией в стране. Для сравнения, в Северной Корее, где христианство подавляется коммунистическим режимом, по неофициальным оценкам со стороны южнокорейской церкви, число католиков составляет всего лишь около 5 тысяч человек.

## Визит Франциска I
Папа Римский, Франциск, принял приглашение о посещении Южной Кореи в августе 2014. Четырёхдневный визит, продлившийся с 14 по 18 августа 2014 года, закончился мессой в соборе Мёндон, проведённой самим Папой 18-го августа. Во время мессы 16-го августа, Франциск беатифицировал 124 корейских мученика. Приглашение от католиков Северной Кореи было отклонено из-за решения правительства ЮК о начале совместных с США военных учений.

## Епархии и архиепархии
В Южной Корее насчитывается 3 архиепархии и 12 епархий, а также один военный ординат.
- Архиепархия Тэгу ; 대구대교구
- Архиепархия Кванджу ; 광주대교구
- Архиепархия Сеула ; 서울대교구
- Епархия Андона ; 안동교구
- Епархия Чхонджу ; 청주교구
- Епархия Чхунчхона ; 춘천교구
- Епархия Тэджона ; 대전교구
- Епархия Иннчхона ; 인천교구
- Епархия Чеджу ; 제주교구
- Епархия Чонджу ; 전주교구
- Епархия Масана ; 마산교구
- Епархия Пусана ; 부산교구
- Епархия Сувона ; 수원교구
- Епархия Ыйджонбу ; 의정부교구
- Епархия Вонджу ; 원주교구
- Военный ординариат Южной Кореи ; 군종교구

## Синкретизм
Католичество в Южной Корее имеет свою уникальную специфику поскольку оно во многом является синкретизированным с традициями буддизма и конфуцианства, тем самым формируя неотъемлемую часть традиционной корейской культуры. В результате этого, католики Кореи продолжают практиковать обряды предков и придерживаться многих обычаев и воззрений буддизма и конфуцианства.